# A.S.D. Atletico Boville Ernica
Associazione Sportiva Dilettantistica Atletico Boville Ernica (trước đây là ASD Boville Ernica Calcio), thường được gọi đơn giản là Atletico Boville là một câu lạc bộ bóng đá Ý đến từ Boville Ernica, Lazio.

## Lịch sử
Câu lạc bộ được thành lập vào năm 1994 với tên Boville Ernica Calcio và đổi tên vào năm 2011 với tên hiện tại.
Trong mùa 2011-12, đội đã xuống hạng Eccellenza.

## Màu sắc và huy hiệu
Màu của đội là đỏ và xanh.